# Friedenskirche zu den Heiligen Engeln

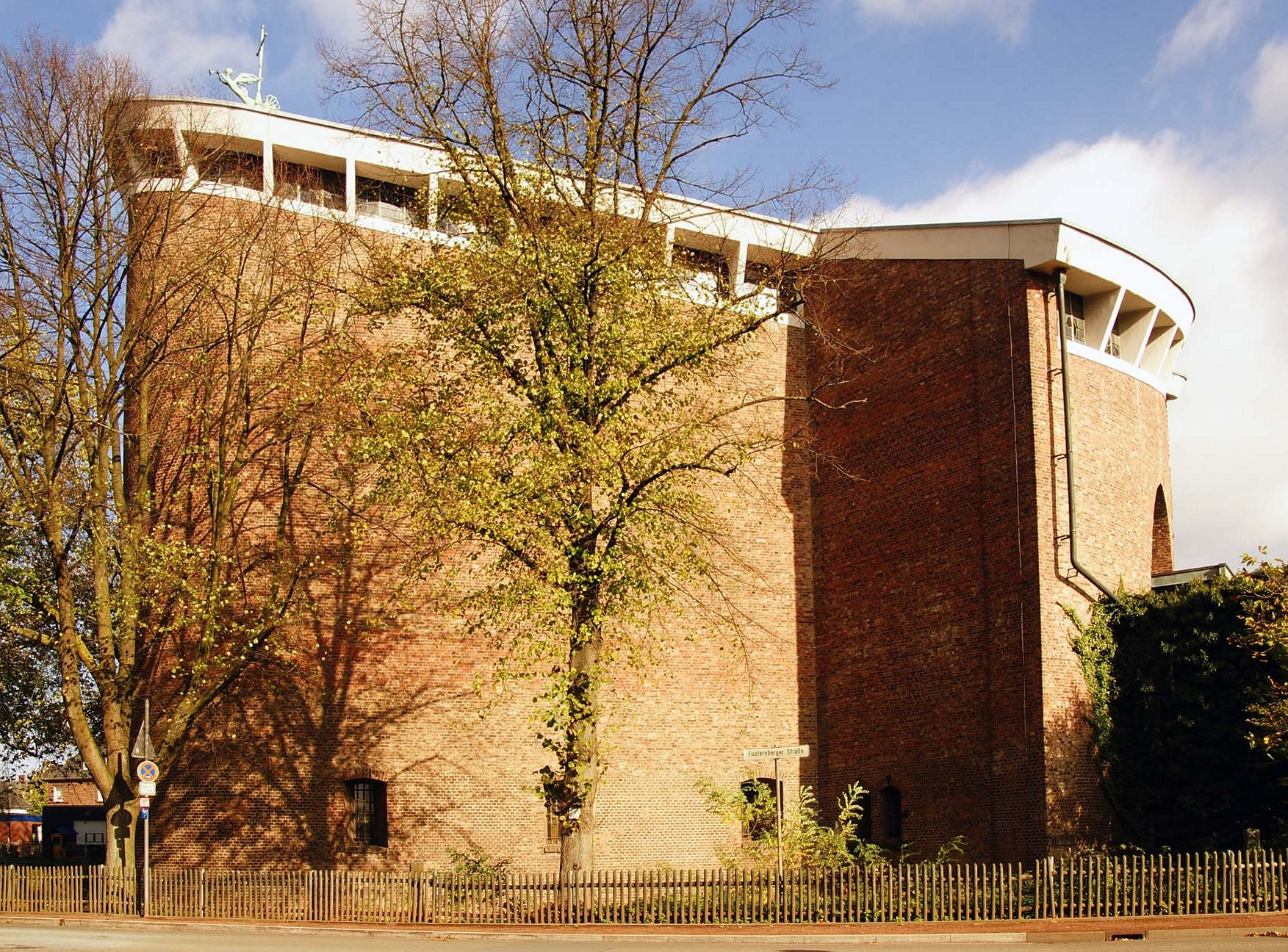
Friedenskirche zu den Heiligen Engeln

Die Friedenskirche Zu den heiligen Engeln ist eine römisch-katholische Kirche im Weseler Stadtteil Fusternberg. Die ehemalige Pfarrkirche ist seit 2013 Filialkirche innerhalb der Pfarrei St. Nikolaus im Kreisdekanat Wesel des Bistums Münster.

## Standort
Das auf dem Fort Fusternberg errichtete Gotteshaus liegt östlich der Weseler Innenstadt und des Bahnhofs in Nähe der Niederrheinhalle.

## Geschichte
Wesel war im 19. Jahrhundert ein wichtiger Waffenumschlagplatz. In Kriegszeiten hatten in der Festung bis zu 500 Soldaten Platz. Nach 1890 wurde das Fort aufgegeben. Im Jahr 1908 übernahm die Stadt Wesel das Gelände.
Das Fort diente zur Sicherung der von der Stadt nach Süden und Osten führenden Eisenbahnstrecken, der Bahnstrecke Oberhausen-Arnheim und der Bahnstrecke Haltern–Venlo, und des Bahnhofs. Erbaut wurde es zwischen 1856 und 1858 und danach immer mehr erweitert.
Der Abbruch des Forts erfolgte 1915 bis 1922. Die Gräben wurden verfüllt und das Gelände als Bauland ausgewiesen. Die Räume des Forts dienten als Lager.
Der  Trockengraben um das Fort hatte eine Breite von 15 m. Das Reduit ist dreigeschossig. Das tiefste Geschoss lag im Bereich der Grabensohle und war zur Verteidigung mit Gewehren ausgebaut. Vom mittleren Geschoss aus wurde mit leichten Geschützen geschossen. Die Geschützscharten sind noch heute sichtbar. Vom Fort selbst ist nach den Schleifungen in den 1920er Jahren nur das Reduit und die rechte Kaponniere erhalten, deren Form den Grundriss der darüberliegenden Kirche vorgab, der das Untergeschoss des Forts mit seiner Rundung nutzt.
Ab 1939 diente das Fort als Luftschutzbunker. Im Obergeschoss befand sich ein Sanitätsraum. In den Kellergewölben mit ihren drei Meter dicken Mauern überstanden Menschen zahlreiche Bombenangriffe zwischen 1941 und 1945.
1949 ging das ehemalige Fort Fusternberg in den Besitz der Kirchengemeinde St. Maria Himmelfahrt über. Das Obergeschoss des Reduit wurde in einen Kirchenraum umgestaltet. Bereits 1947 war eine Notkirche im Untergeschoss eingerichtet worden. 1958 kam der Neubau der Friedenskirche „Zu den heiligen Engeln“ auf den Fundamenten des Forts zum Abschluss.

## Architektur
Auf dem Reduit („Zufluchtsort“) des einstigen Forts erhebt sich die Kirche, deren Krypta das Obergeschoss des Reduit bildet. Im Untergeschoss befindet sich eine Ausstellung zur Geschichte der Kirche.
Das Gotteshaus wurde 1958 nach Plänen des Kölner Architekten Hans Schilling aus Beton erbaut und mit Klinkern von Weseler Trümmerhäusern verkleidet. Es zeigt Ähnlichkeiten mit den Kirchen Neu St. Alban in Köln und St. Stephanus in Münster.
Wie  ein Schiffsbug ragt der parabelförmige Chor mit dem Fensterkranz unter dem Dachansatz und mit seitlicher, gerasterter Fensterwand in angleichendem Ziegelmauerwerk auf. Der Raum der Gemeinde schließt sich als Halbkreis an die Chorparabel an. Gegenüber, am Scheitel des Halbkreises im Südwesten schließt sich ein turmartiger Vorbau an, der jedoch den Dachfirst des das ganze Gebäude überdeckenden Satteldaches nicht überragt. Hier befindet sich die Sakristei, der Abgang in die Krypta und in der Höhe die Glockenstube mit zwei Glocken (Platz wäre für vier Glocken).

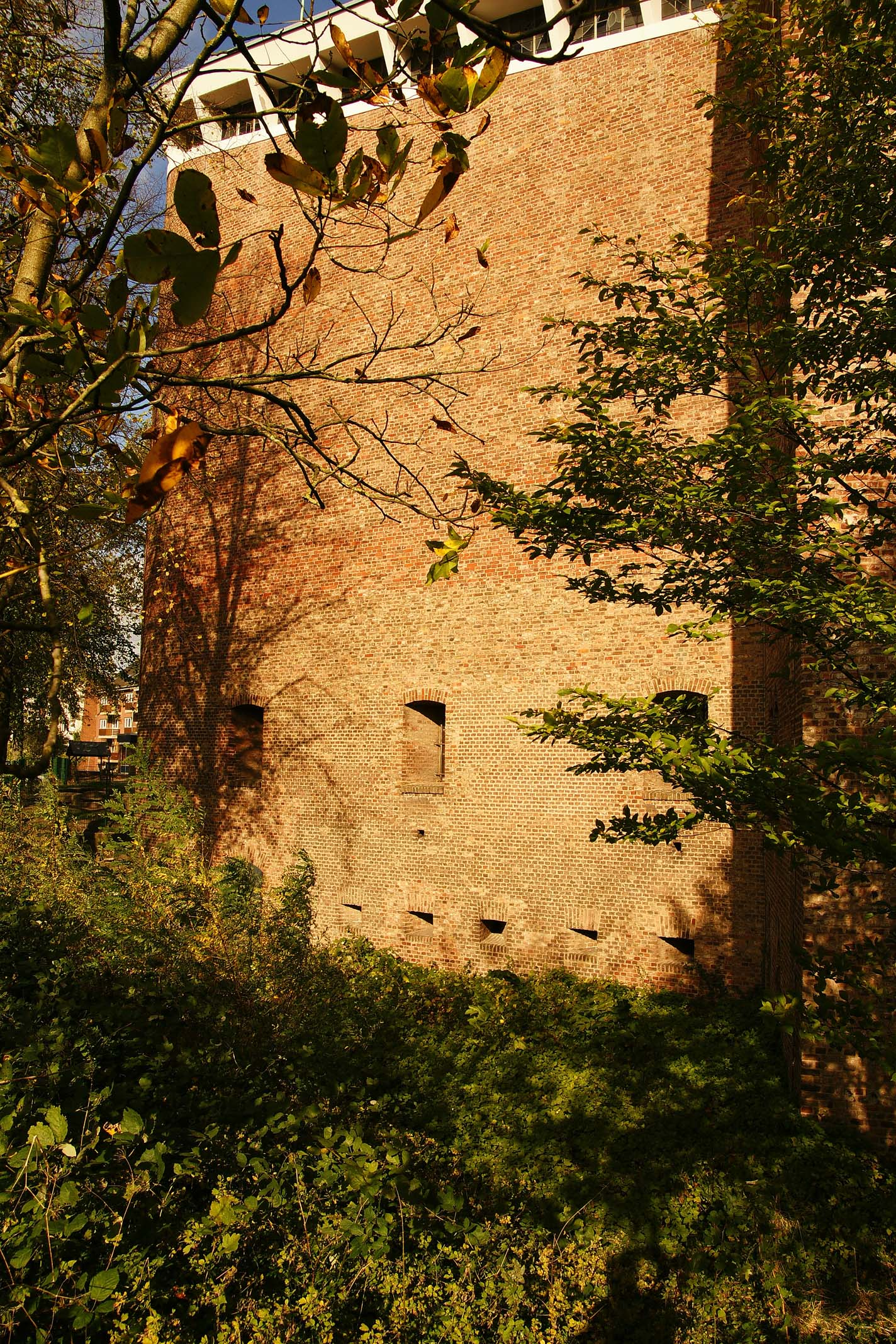
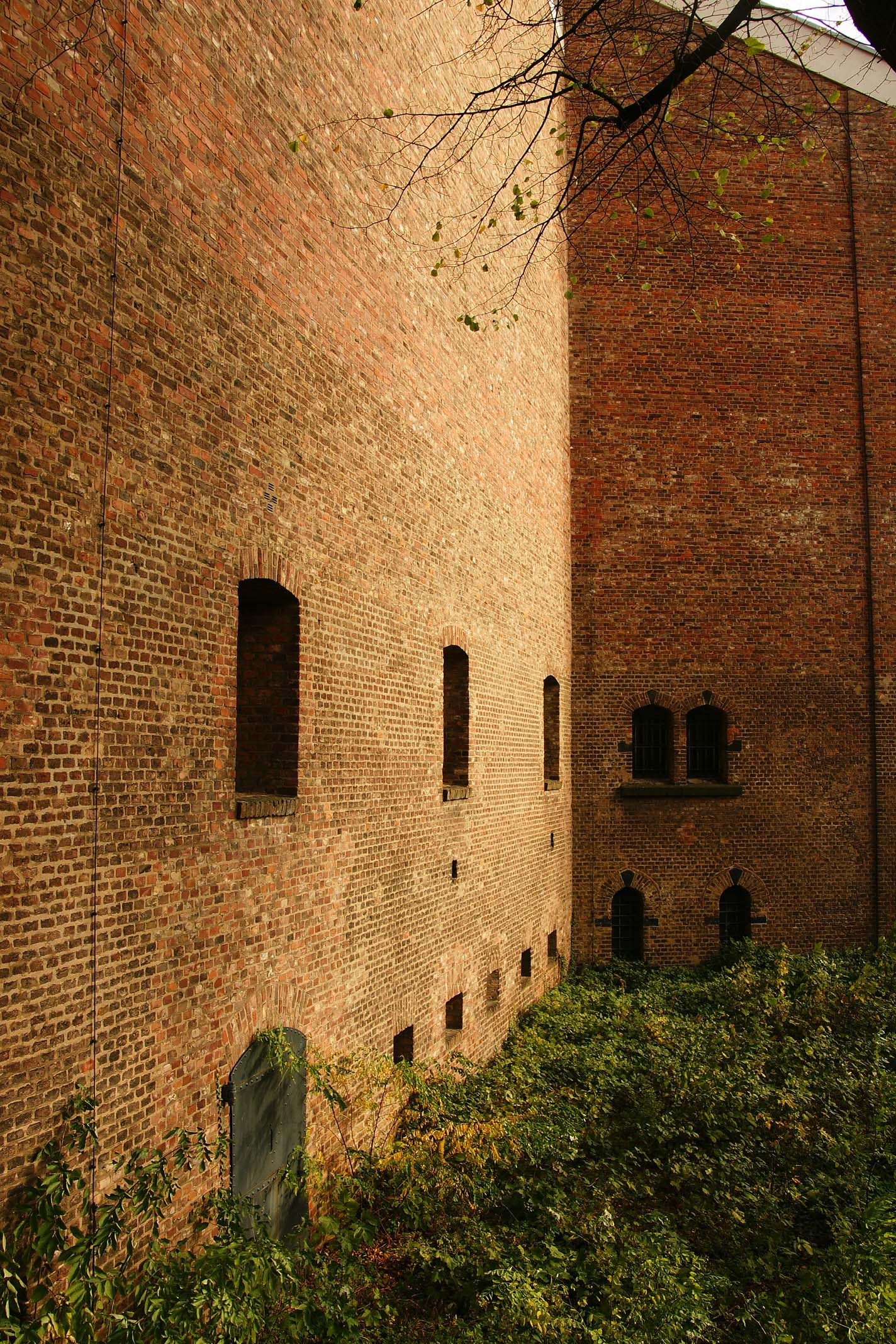
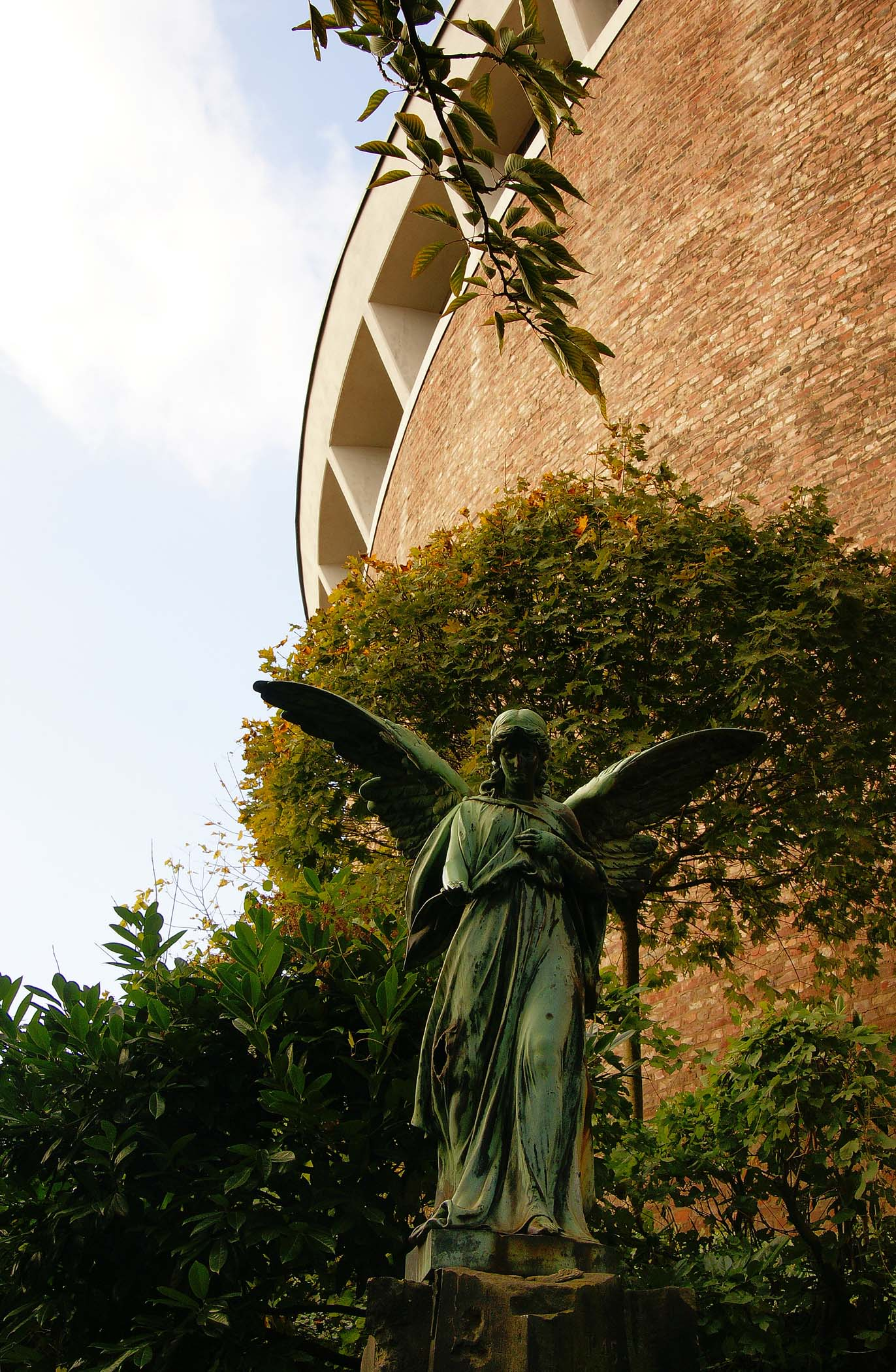

## Ausstattung

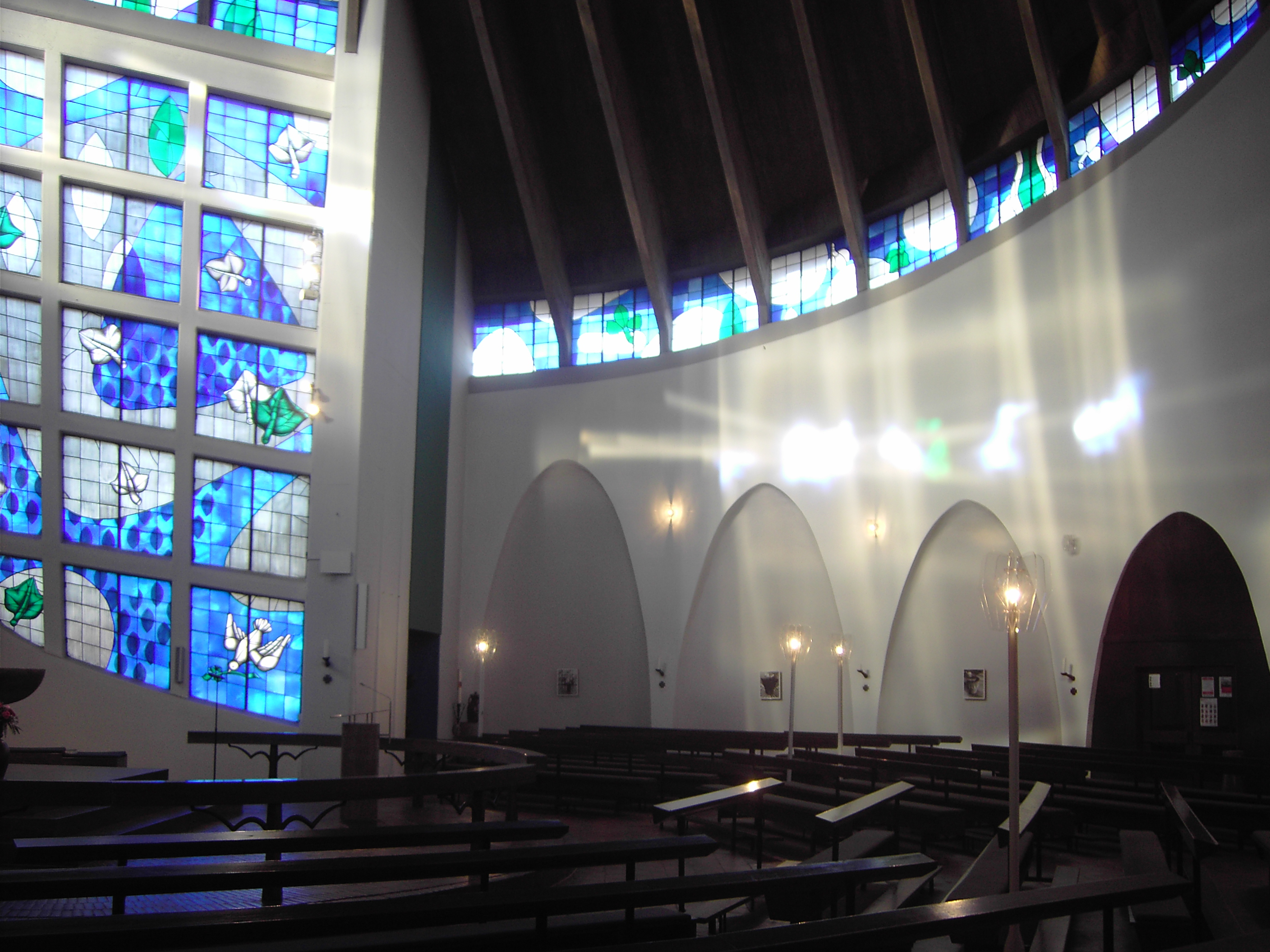
Halbkreisförmiger Innenraum und Chorfenster

Die „Engelkirche“ ist mit unter der Traufe umlaufenden farbigen Glasfenstern von Helmut Kaldenhoff ausgestattet. Das Kreuz und die Madonna, der posaunierende Engel am Fuß des Kreuzes über dem Chorgiebel sowie die Bronzereliefs an den Portalen der Kirche sind Werke des Bildhauers Toni Zenz. In der Sakristei befinden sich kleinformatige Glasgemälde von Joachim Klos aus dem Jahr 1983.